# Batracomorphus hera
Batracomorphus hera är en insektsart som beskrevs av Knight 1983. Batracomorphus hera ingår i släktet Batracomorphus och familjen dvärgstritar. Inga underarter finns listade i Catalogue of Life.